# Jakišnica
Jakišnica je vesnice a přímořské letovisko v Chorvatsku v Licko-senjské župě, nacházející se na ostrově Pag u stejnojmenné zátoky Jakišnica mezi letovisky Lun a Potočnica. Je součástí opčiny města Novalja, od něhož se nachází asi 14 km severozápadně. V roce 2021 ve vesnici žilo 125 obyvatel. Jako samostatné sídlo vesnice vznikla v roce 2021, předtím byla součástí vesnice Lun.
Součástí Jakišnice jsou též osady Gager a Stanišće. Severovýchodně od vesnice prochází župní silnice Ž5151. Nacházejí se zde pláže Krcalo, Jakišnica a Jadrišnica, pojmenované podle stejnojmenných zátok, u nichž se nacházejí, a několik bezejmenných malých pláží. Nachází se zde kostel Krista Krále, obchod, mnoho apartmánů a několik restaurací a kaváren. Východně od Jakišnice leží kopce Kućičino (140 m) a Gradac (138 m).